# Blas Parera
Blas Parera Moret (Murcia, 3 febbraio 1777 – Mataró, 7 febbraio 1840) è stato un compositore spagnolo.
Ha vissuto parte della sua vita a Buenos Aires.

## Biografia
Nato a Murcia, emigrò nel 1793 in Argentina e quattro anni più tardi si trasferì a Buenos Aires. Partecipò come volontario alla difesa del porto di Buenos Aires durante le invasioni britanniche del Río de la Plata. Compose la musica dell'Inno nazionale argentino, scritto da Vicente López y Planes nel 1813, conosciuto come Marcha Patriotica. Successivamente tornò in Spagna, e morì a Mataró il 7 gennaio del 1840.
È stato anche un insegnante di violino, pianoforte e liuto